# Émile Vadbled
Émile Léopold François Vadbled (21 de abril de 1879, data desconhecida) foi um ciclista francês que representou França nos Jogos Olímpicos de Verão de 1900 em Paris.